# Partido del Entendimiento Civil
El Partido del Entendimiento Civil (en eslovaco: Strana občianskeho porozumenia o SOP) fue un partido político eslovaco de tendencia centroizquierdista que existió entre 1998 y 2003. Gobernó el país como el principal partido de una coalición socialdemócrata entre 1998 y 2002. En 1999, propuso a Rudolf Schuster como candidato en las primeras elecciones presidenciales directas del país. Schuster ganó en segunda vuelta con el 57% de los votos.
El partido fue fundado en abril de 1998, 
En 2002, el gobierno perdió apoyos y, en las siguientes elecciones, el SOP no obtuvo ningún escaño en el parlamento. El 1 de marzo de 2003, el partido se declaró disuelto y recomendó a sus miembros unirse al partido Dirección-Socialdemocracia.

## Resultados electorales
| Fecha | Votos        | %    | Diputados | Estatus                      |
| ----- | ------------ | ---- | --------- | ---------------------------- |
| 1998  | 269.343 (#6) | 8,02 | 13/150    | Coalición con SDK, SDL y MKP |